# Otis R. Bowen

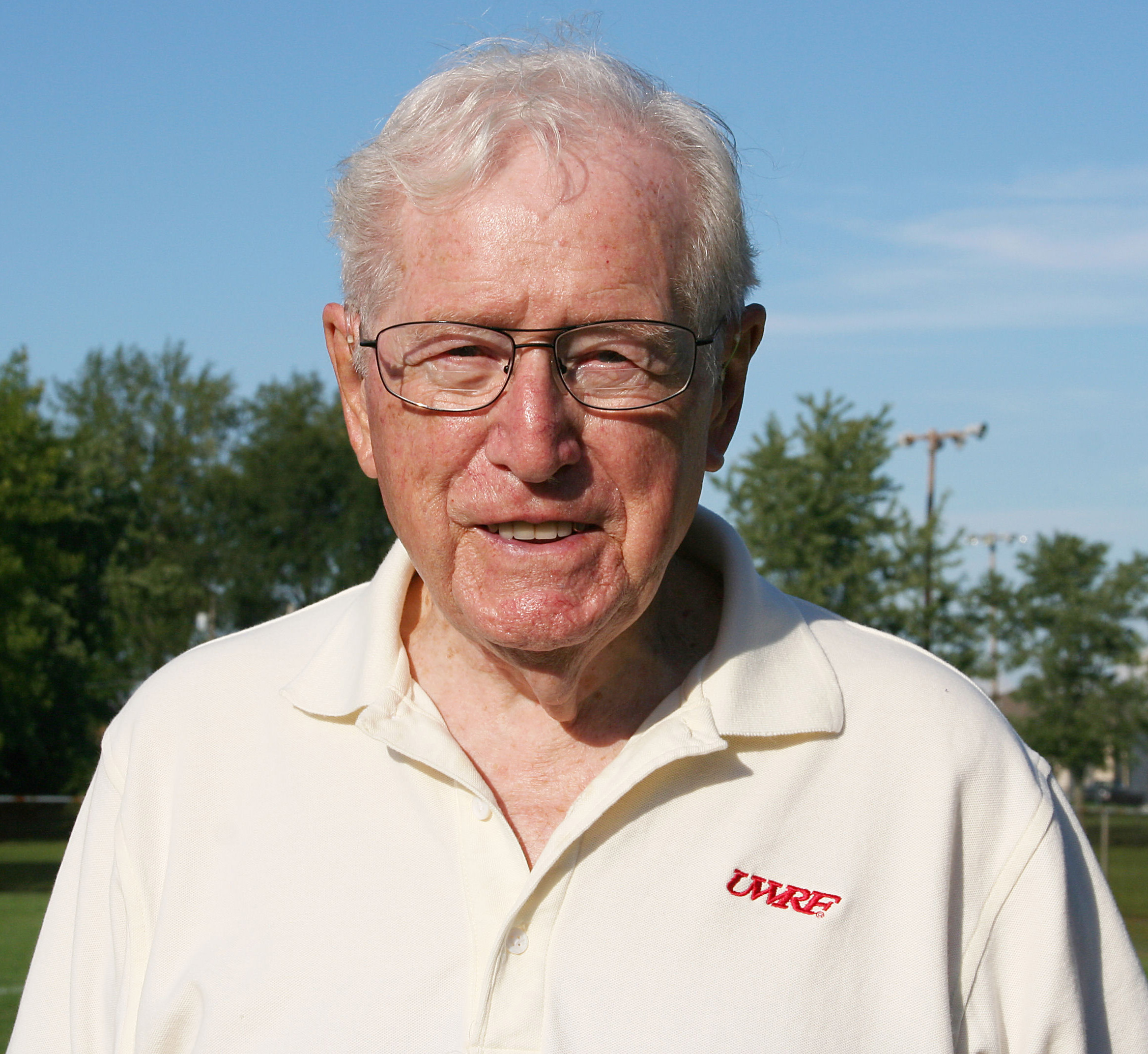
Otis R. Bowen (2007)

Otis Ray Bowen (* 26. Februar 1918 bei Rochester, Indiana; † 4. Mai 2013 in Donaldson, Indiana) war ein US-amerikanischer Politiker. Er war zwischen 1973 und 1981 der 44. Gouverneur des Bundesstaates Indiana sowie von 1985 bis 1989 US-Gesundheitsminister.

## Frühe Jahre
Otis Bowen studierte bis 1942 an der Indiana University Chemie und Medizin. Nach einem Praktikum im South Bend Memorial Hospital trat er 1943 im Zusammenhang mit den Ereignissen des Zweiten Weltkrieges in die US Army ein und diente in einer medizinischen Einheit im pazifischen Raum. Nach seiner Militärzeit ließ er sich als Arzt in Bremen (Indiana) nieder. Für vier Jahre war er Leichenbeschauer (Coroner) im Marshall County.
Bowen war Mitglied der Republikanischen Partei. Zwischen 1957 und 1958 sowie nochmals von 1961 bis 1973 war er Abgeordneter im Repräsentantenhaus von Indiana. Seit 1967 war er Präsident dieser Kammer. Bereits im Jahr 1968 bewarb sich Bowen um das Amt des Gouverneurs, seine Kandidatur scheiterte aber damals bereits in den Vorwahlen der eigenen Partei. Vier Jahre später wurde er dann doch als republikanischer Kandidat zum neuen Gouverneur gewählt, wobei er sich mit 56,8 Prozent der Stimmen gegen den ehemaligen demokratischen Amtsinhaber Matthew E. Welsh durchsetzte.

## Gouverneur von Indiana
Bowen trat sein neues Amt am 9. Januar 1973 an. Nach einer ungefährdeten Wiederwahl im Jahr 1976 konnte er es insgesamt acht Jahre lang ausüben. Diese Wiederwahl wurde erst durch eine 1972 in Kraft getretene Verfassungsänderung möglich, nach der es den Gouverneuren von Indiana nunmehr erlaubt wurde, zwei zusammenhängende Amtszeiten zu absolvieren. In dieser Zeit wurde in Indiana eine Steuerreform durchgeführt. Unter anderem wurde die Grundsteuer ermäßigt, dafür aber die Mehrwertsteuer erhöht. Aufgrund seiner Herkunft ist es auch nicht verwunderlich, dass er sich für eine Verbesserung der medizinischen Dienstleistungen im Staat Indiana einsetzte. Otis Bowen war Mitglied mehrerer Gouverneursvereinigungen und Kurator der Valparaiso University.

## Weiterer Lebensweg
Nach dem Ende seiner Amtszeit hielt Bowen Vorlesungen an der Indiana University. Zwischen 1985 und 1989 war er US-Gesundheitsminister im Kabinett von Präsident Ronald Reagan. Zuletzt lebte Bowen im Ruhestand in seiner Heimatstadt Bremen, Indiana. Am 4. Mai 2013 starb er in Donaldson, Indiana im Alter von 95 Jahren.